# Schellnbachgraben
Der Schellnbachgraben ist ein knapp zwei Kilometer langer linker Nebenfluss des Bogenbachs im Landkreis Straubing-Bogen in Niederbayern.

## Verlauf
Er verläuft etwa einen Kilometer westlich vom Gipfel des namengebenden Schellnbergs (595 m ü. NHN) und mündet in der Gemeinde Neukirchen bei Buchamühl von links und zuletzt Osten in den dortigen Mühlenkanal des Bogenbachs.
Am Mittellauf liegt eine Siedlung, bestehend aus den Einöden Schellnbach der Gemeinde Perasdorf und Schelnbach der Gemeinde Neukirchen.